# ارتحال

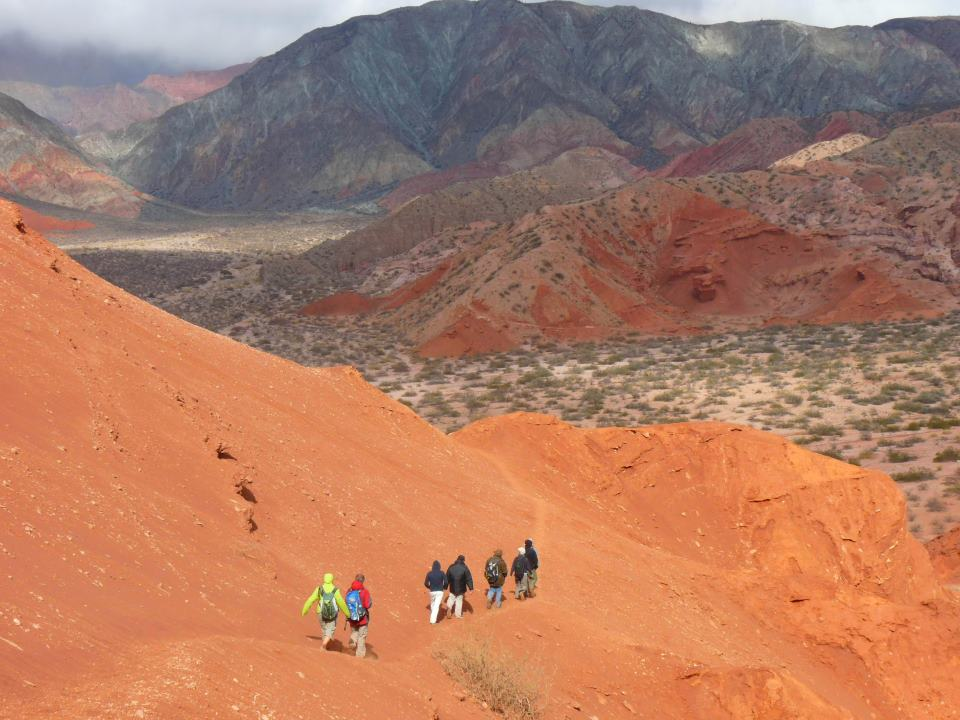
نزحة في الأرجنتين

النُّزْحَة (بالإنجليزية: Trekking)‏ هو نشاط رياضي يتألف من المشي في البيئات الطبيعية، وغالبا في التضاريس الجبلية الخلابة أو غيرها مع استخدام أبسط الوسائل المعيشية مثل النوم في خيمة صغيرة وأكل ما يعثر عليه المرء في طريقه من الغذاء إذا إنتهى رصيد غذائه. الاستحمام في العراء والتعامل مع الطبيعة في كل ظروفها. أناس كثيرون يحبون الرجوع إلى الطبيعة والتخلي لفترة ما عن رفاهية الجياة العصرية وفي نفس الوقت التجوال في مسافات طويلة بعيدة عن العمران وبعيدا عن الطرق المرصوفة . في كثير من الأحيان يقبلون على زيادة مسارات المشي. كما تُنظِّم المنظمات رياضة التَّنَزُّح والتَّمَشِّي في أماكن مختارة جميلة حول العالم ، بعيدة عن العمران. وتم تأكيد الفوائد الصحية للتجوال حسب الدراسات العالمية ، فهي تقوي الجسم من ناحية وتعلمه الصبر على المصاعب، كما تهدئه نفسيا، وتطرد ما كان يعاني منه من إجهاد نفسي خلال حياته العملية واليومية. إنها بمثابة فترة استعادة القوى و استمتاع بالطبيعة وراحة.

## اقرا أيضا
- روديجر نيهبرج